# 伊利里亞鎮區 (費耶特縣)
伊利里亚鎮區（Illyria Township），美国艾奥瓦州费耶特县的一个鎮區，总面积95.45平方公里，总人口532（2010年美国人口普查）。